# 陈自强 (南宋)
陈自强（?—1208年），字勉之，福建闽县（今福州市）人。
早年家貧，屢試不中。绍兴三十年（1160年），應承宣使韓誠之聘，擔任其幼子韓侂冑的启蒙师。淳熙五年（1178年），登姚颖榜进士第。慶元二年（1196年），入都待铨选。当时韩侂胄当权，因其曾为韩侂胄童子师，历任太学录、秘书郎、右正言、御史中丞，僅四年即官至签书枢密院事。历知枢密院事兼参知政事。
嘉泰三年（1203年），任右丞相，历封祁、卫、秦国公。创立国用司，自为国用使，搜括民财。开禧三年（1207年），韩侂胄北伐失败被杀，陳自強被迫罷相。貶為永州（今湖南雪陵）居住。嘉定元年（1208年）四月，贬韶州（今广东韶关）安置，籍没其家產，不久，再贬雷州（今广东海康），卒於貶所。